# Rémy Lécluse
Rémy Georges Lécluse (Le Perreux-sur-Marne, 5 giugno 1964 – Manaslu, 23 settembre 2012) è stato un alpinista, scialpinista e guida alpina francese.
È considerato uno dei più forti sciatori estremi dell'ultimo ventennio.
Muore a 48 anni, il 23 settembre 2012, travolto da una valanga che si abbatté sul campo III del Manaslu. Con lui scomparvero altri 8 alpinisti.